# Moll de les Esfinxs

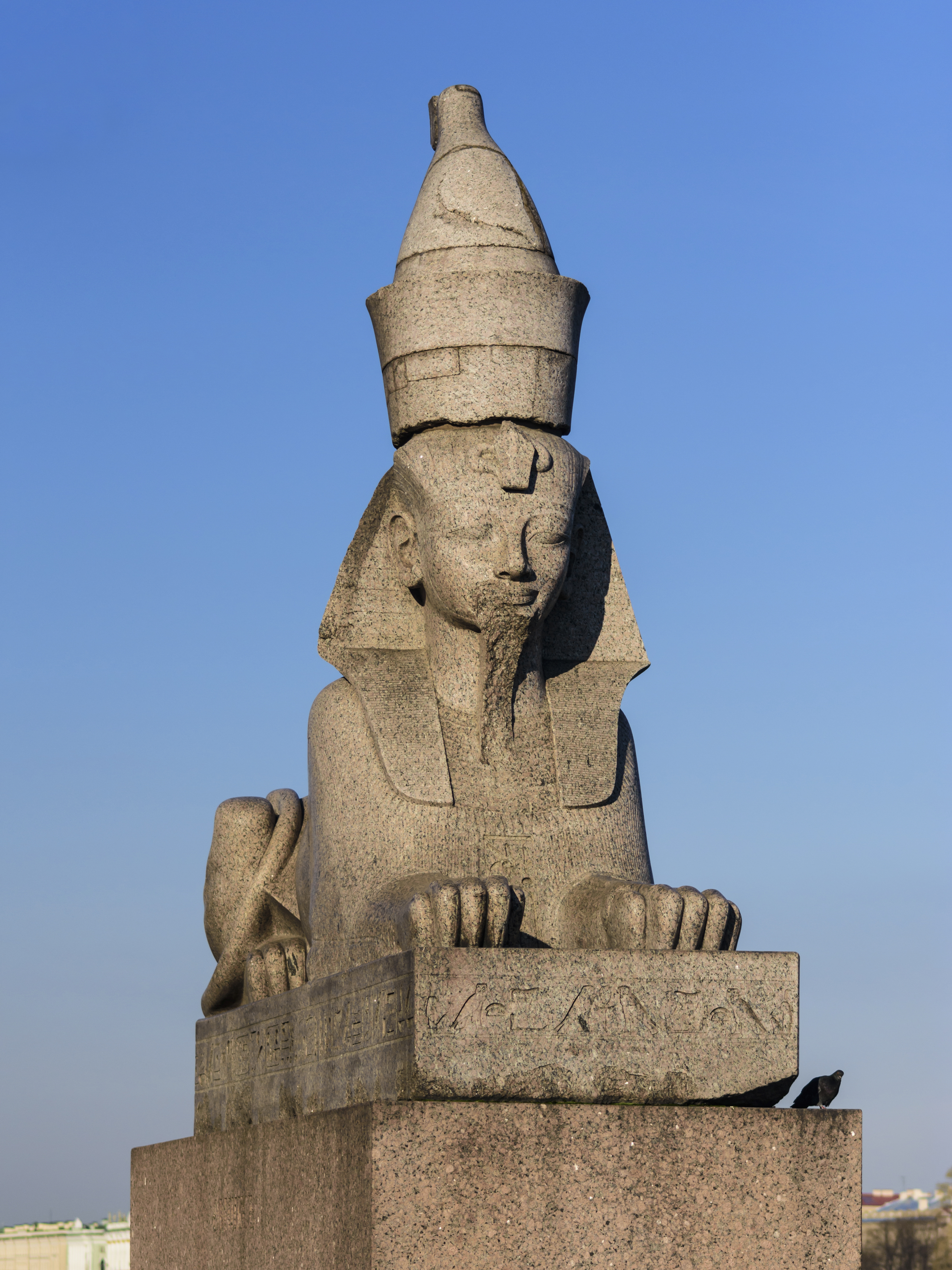
Una de les esfinxs

Es coneix com a moll de les Esfinxs el tram del moll de la Universitat (en rus Университетская набережная, Universitètskaia nàberejnaia) de Sant Petersburg (Rússia), famós per les dues escultures d'esfinxs originàries de l'antic Egipte i instal·lades al moll entre el 1832 i el 1834.

## Història
El moll de les Esfinxs es va construir a Sant Petersburg durant el període en què hi havia una gran fascinació a Europa per la cultura i la història de l'antic Egipte.
L'adquisició de les esfinxs del moll de la Universitat, davant l'Acadèmia d'Arts de Sant Petersburg, es deu a Andrei Muraviov, que el 1830 feia un pelegrinatge per Terra Santa. A Alexandria va veure les esfinxs, on les havien dut per vendre-les. Les antigues escultures el van impressionar tant que immediatament va escriure a l'ambaixador rus per tal que les adquirís. Des de l'ambaixada, la carta la van enviar a Sant Petersburg, on va arribar a mans de Nicolau I, que la va adreçar a l'Acadèmia Imperial de les Arts. Els tràmits burocràtics van ser llargs, i quan la qüestió ja estava resolta i la compra es podia dur a terme, el propietari de les esfinxs ja les havia venut a França. A causa de la Revolució Francesa, però, al final van acabar anant a Sant Petersburg el 1832.
Els primers dos anys foren instal·lades al pati de l'Acadèmia de les Arts, mentre es creava el moll vora el Nevà on estaven destinades, obra de l'arquitecte Konstantín Thon. Els esfinxs s'hi van col·locar el 1834.

## Descripció
Les esfinxs de Sant Petersburg tenen uns 3.500 anys d'antiguitat. Són fetes de sienita i originàriament eren davant un temple majestuós prop de Tebes dedicat al faraó Amenofis III. Les cares de les esfinxs representen aquest faraó i la forma de la seva corona (pa-sekhemti) indica que governava sobre els dos regnes: l'Alt Egipte i el Baix Egipte.